# NGC 4943
NGC 4943 ist eine 14,6 mag helle Galaxie mit aktivem Galaxienkern vom Hubble-Typ SB0 im Sternbild Haar der Berenike, die etwa 251 Millionen Lichtjahre von der Milchstraße entfernt ist.
Sie gehört zum Coma-Galaxienhaufen und wurde am 20. April 1865 von Heinrich Louis d’Arrest entdeckt.